# 佐々木信綱
佐々木 信綱（ささき のぶつな）は、平安時代末期から鎌倉時代前期にかけての武将・御家人。左近将監。右衛門尉。近江国守護。佐々木四郎ともいう。佐々木定綱の四男。法名は虚仮（旧字体：虛假）。

## 生涯
養和元年（1181年）頃、源頼朝の側近であり後に近江国守護を務めた佐々木定綱の四男として誕生。建保2年（1214年）には左近衛将監を務めており、同年1月22日や7月27日の『吾妻鏡』にその名が見られる。
承久3年（1221年）6月14日、承久の乱に鎌倉幕府軍として加わり、宇治川を挟んで対する官軍を攻めるべく、芝田兼義、中山重継、安東忠家らと共に川へと入るが、官軍からの矢と急流により渡れず、中州において長男・重綱を総大将である北条泰時の陣へと遣わし援軍を求め、泰時の長男である時氏と共に川を渡り官軍を破る。これにより乱の大勢は決し、7月2日に官軍に属した長兄・広綱は斬首となり、翌年の9月22日に信綱は宇治川での戦功により佐々木氏の本貫地である近江佐々木豊浦庄、羽爾堅田庄、高島朽木庄、栗太郡（栗本郡）北部などの地頭職を得る。
嘉禄2年（1226年）1月、前年暮れに元服した藤原頼経の征夷大将軍宣下を得るための朝廷への使者を務める。続けて、藤原氏である頼経の姓を源氏に改姓する為に関白近衛家実に報告をしてから奈良の春日大社に赴くが、春日大明神の託宣が出て頼経の源氏への改正は認められなかった。
寛喜4年（1232年）には近江守に任ぜられる。文暦2年（1235年）、承久の乱で得た佐々木豊浦庄に代わり、尾張国長岡庄の地頭職を得る。
『尊卑分脈』によると、天福2年（1234年）7月26日に出家し、本仏、経仏、虚仮の順に号したといい、それに対応するかのように、『吾妻鏡』でも天福元年まで「近江前司信綱」等で書かれていたものが、嘉禎元年（1235年）からは「近江入道虛假」等と呼ばれている。
仁治3年（1242年）3月6日、死去。享年61。蒲生郡にて老曽明神として祀られたという。

## 子孫
近江は四人の息子に分割され、長男・重綱が坂田郡大原荘を、次男・高信が高島郡田中郷を、三男・泰綱が宗家と江南にある神崎郡、蒲生郡、野洲郡、栗太郡、甲賀郡、滋賀郡の6郡を、四男・氏信が江北に在る高島郡、伊香郡、浅井郡、坂田郡、犬上郡、愛智郡の6郡を分けて継いだ。彼らの子孫はそれぞれ大原氏、高島氏、六角氏、京極氏となった。